# 普吉寶螺
普吉寶螺（學名：Erosaria gangranosa），又名戀吉寶螺（學名： (Dunker, 1852)），是一個寶螺科海螺的腹足綱軟體動物物種。過往戀吉寶螺被視為普吉寶螺的亞種，但WoRMS這個「亞種」只是指名亞種的異名。

## 型態描述
螺殻長1.5 cm。

## 分佈
本物種見於印度洋的紅海及肯雅與坦桑尼亞沿岸。